# Municipio de Washington (condado de Buchanan, Misuri)
El municipio de Washington (en inglés: Washington Township) es un municipio ubicado en el condado de Buchanan en el estado estadounidense de Misuri. En el año 2010 tenía una población de 78865 habitantes y una densidad poblacional de 370,17 personas por km².

## Geografía
El municipio de Washington se encuentra ubicado en las coordenadas 39°45′30″N 94°48′59″O / 39.75833, -94.81639. Según la Oficina del Censo de los Estados Unidos, el municipio tiene una superficie total de 213.05 km², de la cual 207.24 km² corresponden a tierra firme y (2.73%) 5.81 km² es agua.

## Demografía
Según el censo de 2010, había 78865 personas residiendo en el municipio de Washington. La densidad de población era de 370,17 hab./km². De los 78865 habitantes, el municipio de Washington estaba compuesto por el 87.98% blancos, el 5.83% eran afroamericanos, el 0.45% eran amerindios, el 0.88% eran asiáticos, el 0.23% eran isleños del Pacífico, el 1.99% eran de otras razas y el 2.63% pertenecían a dos o más razas. Del total de la población el 5.68% eran hispanos o latinos de cualquier raza.